# قرار مجلس الأمن التابع للأمم المتحدة رقم 1122
قرار مجلس الأمن التابع للأمم المتحدة رقم 1122، الذي تم تبنيه بالإجماع في 29 يوليو 1997، بعد التذكير بقرارات سابقة بشأن إسرائيل ولبنان بما في ذلك القرارات 501 (1982) و508 (1982) و509 (1982) و520 (1982) وكذلك دراسة تقرير الأمين العام عن قوة الأمم المتحدة المؤقتة في لبنان (يونيفيل) التي تمت الموافقة عليها في 426 (1978)، قرر المجلس تمديد ولاية اليونيفيل لستة أشهر أخرى حتى 31 يناير 1998.
ثم أعاد المجلس التأكيد على ولاية القوة وطلب من الأمين العام مواصلة المفاوضات مع الحكومة اللبنانية والأطراف المعنية الأخرى فيما يتعلق بتنفيذ القرارين 425 (1978) و426 (1978) وتقديم تقرير عن ذلك.
وقد أُدينت جميع أعمال العنف ضد اليونيفيل، وتم التشجيع على تحقيق المزيد من وفورات الكفاءة بشرط ألا تؤثر على القدرة التشغيلية للقوة.

## روابط خارجية
- نص القرار في undocs.org